# Armando Rito
Armando António Marques Rito (1936) é um engenheiro civil português, projectista de pontes.

## Vida
Rito estudou no Instituto Superior Técnico em Lisboa e foi assistente de Edgar Cardoso na cátedra de pontes e construções especiais.
Em 1982 fundou o escritório Armando Rito Engenharia, que projectou diversas grandes pontes, especialmente em Portugal.
Foi membro do grupo de trabalho sobre pontes da Fédération internationale du béton (fib) e do comitê para pontes de concreto do Eurocode. Lecionou dentre outros construção de pontes na Universidade Católica Portuguesa e no Instituto Politécnico de Lisboa.

## Condecorações
Em 2019 foi condecorado como grande oficial da Ordem do Infante D. Henrique, recebeu em 2014 a Medalha Freyssinet e o Prêmio Albert Caquot de 2015.

## Projetos selecionados
- Ponte sobre o Tua no IC5 (2012)
- Ponte sobre o Douro na A41 (2010)

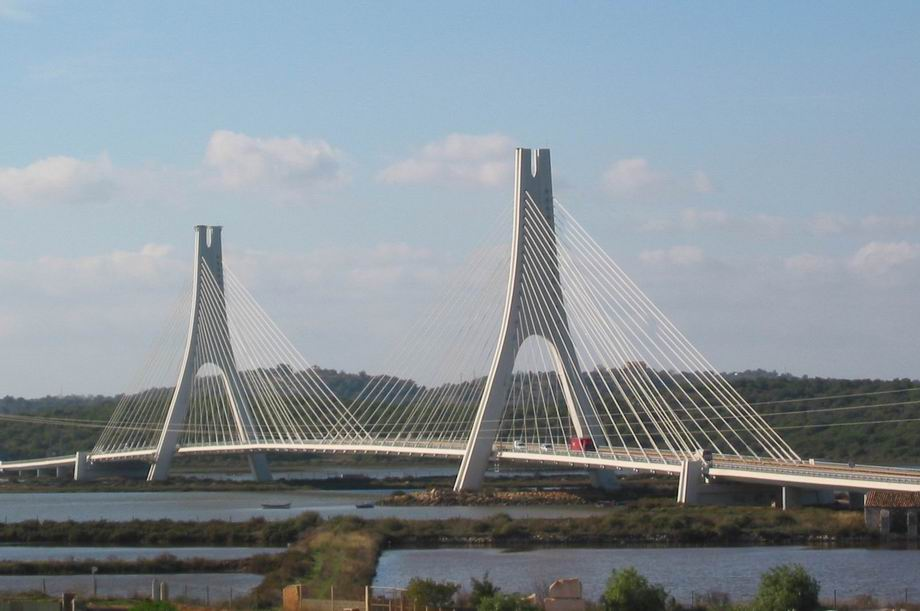
Ponte Nova Portimão (1991)

- Ponte 4 de Abril sobre o rio Catumbela em Angola (2009)
- Ponte São Vicente na Guiné-Bissau (2009)
- Ponte sobre o Mondego na A17 (2008)
- Ponte sobre o Pranto na A17 (2008)
- Viaduto de Vila Pouca de Aguiar Vila Pouca de Aguiar, A24 (2007)
- Ponte Vasco da Gama, Lisboa (1998)
- Ponte Miguel Torga, na A24 na Régua (1997)
- Viaduto César Gaviria Trujillo Colômbia, como engenheiro consultor (1997)
- Ponte Nova sobre o rio Arade em Portimão (1991)